# Asesinato de Juan Carlos Vega Llona
El asesinato de Juan Carlos Vega Llona fue un asesinato realizado en 1988 por el Partido Comunista del Perú-Sendero Luminoso en Bolivia en represalia por la supresión del motín del penal de El Frontón de 1986. 

## Antecedentes
Juan Carlos Vega Llona nació el 20 de febrero de 1942. Ingresó a la Escuela Naval en 1959, egresando en 1964. En 1986, durante el primer gobierno de Alan García, los presos acusados por terrorismo que estaban recluidos en El Frontón se amotinaron en forma coordinada con los presos de las prisiones de San Juan de Lurigancho y Santa Bárbara. Tras el fracaso de las negociaciones, se procedió a elaborar un plan para retomar el control de las prisiones. El encargado del operativo en El Frontón fue Juan Carlos Vega Llona junto a Luis Giampietri Rojas. Las operaciones para retomar los penales dejaron cientos de muertos debido a los enfrentamientos sucedidos.

## Asesinato
En 1987, el capitán de navío Vega Llona fue destinado como agregado naval en la embajada peruana de Bolivia en La Paz. Tras el revés sufrido por los acontecimientos de El Frontón, el Comité Central de Sendero Luminoso encargó la ejecución de Vega Llona a un grupo de aniquilamiento al mando de Tania Tineo Suasnábar, alias "Camarada Rosa". Otros integrantes del grupo de aniquilamiento fueron Teófilo Ayma Sayco, alias “Camarada Tomás”, y Cipriano Quilla Carcausto, alias "Camarada Saúl”.
El 2 de diciembre de 1988, Mario Serafín Cuentas Alvarado, alias "Camarada Adrián", se reunió con la "Camarada Rosa" en la casa de la "Camarada Margarita" informándole que debía viajar a La Paz. El "Camarada Adrián" le entregó revólveres, dinamita y volantes de una organización ficticia llamada "Movimiento Obrero Revolucionario" (MOR) con el objetivo de despistar a posibles investigadores. Al día siguiente, el grupo de aniquilamiento viajó a Bolivia. El 4 de diciembre, los senderistas realizaron un reconocimiento del lugar, procedimiento que se repitió al día siguiente. En el transcurso del reconocimiento, los senderistas robaron dos veces. Paralelamente, el grupo de aniquilamiento entró en contacto con el Comité de Apoyo a la Revolución Peruana (CARP-Bolivia) liderado por "Camarada Rufo", senderista boliviano. El CARP-Bolivia dio alojamiento a los senderistas peruanos en El Alto.
El 6 de diciembre de 1988, Vega Llona se desplazaba en dirección a la embajada cuando se detuvo debido a un grupo de transeúntes que interrumpieron su paso. En ese instante, uno de los senderistas le disparó por la espalda mientras una senderista se encargó de neutralizar a los transeúntes. Vega Llona, ya en el suelo, intentó desenfundar su arma pero fue asesinado de un balazo en la cabeza. Tras el asesinato, los senderistas lanzaron los volantes del MOR y huyeron por las calles de La Paz.

## Hechos posteriores
En 1989, la "Camarada Rosa" fue detenida por la Dirección contra el Terrorismo (DIRCOTE). En su testimonio, la "Camarada Rosa" no reveló la participación del CARP-Bolivia en el asesinato, luego se revelaría la participación del CARP-Bolivia en el asesinato. Por otro lado, Vega Llona fue ascendido póstumamente al grado de contraalmirante.